# Historia de Camboya
La Historia de Camboya es la historia de los pueblos que han ocupado el actual estado de Camboya, pero sobre todo es la historia de la etnia mayoritaria, los Jemers, cuyos diferentes reinos han desbordado las fronteras actuales del país en tiempos pasados.
La primera civilización avanzada de Camboya apareció en el primer milenio después de Cristo con la inmigración de bramanes procedentes de la India que huían de guerras civiles de su territorio e introdujeron la religión hinduista en este territorio, vocablos del sánscrito y generaron un proceso de agronomía más avanzado con la canalización de los ríos. Tal fusión entre locales y gente de la India hizo que se conformaran el Reino de Funan que fue sustituido por el de Chenla en el 600 bajo la influencia del Imperio Indonesiano con sede entonces en Sumatra.

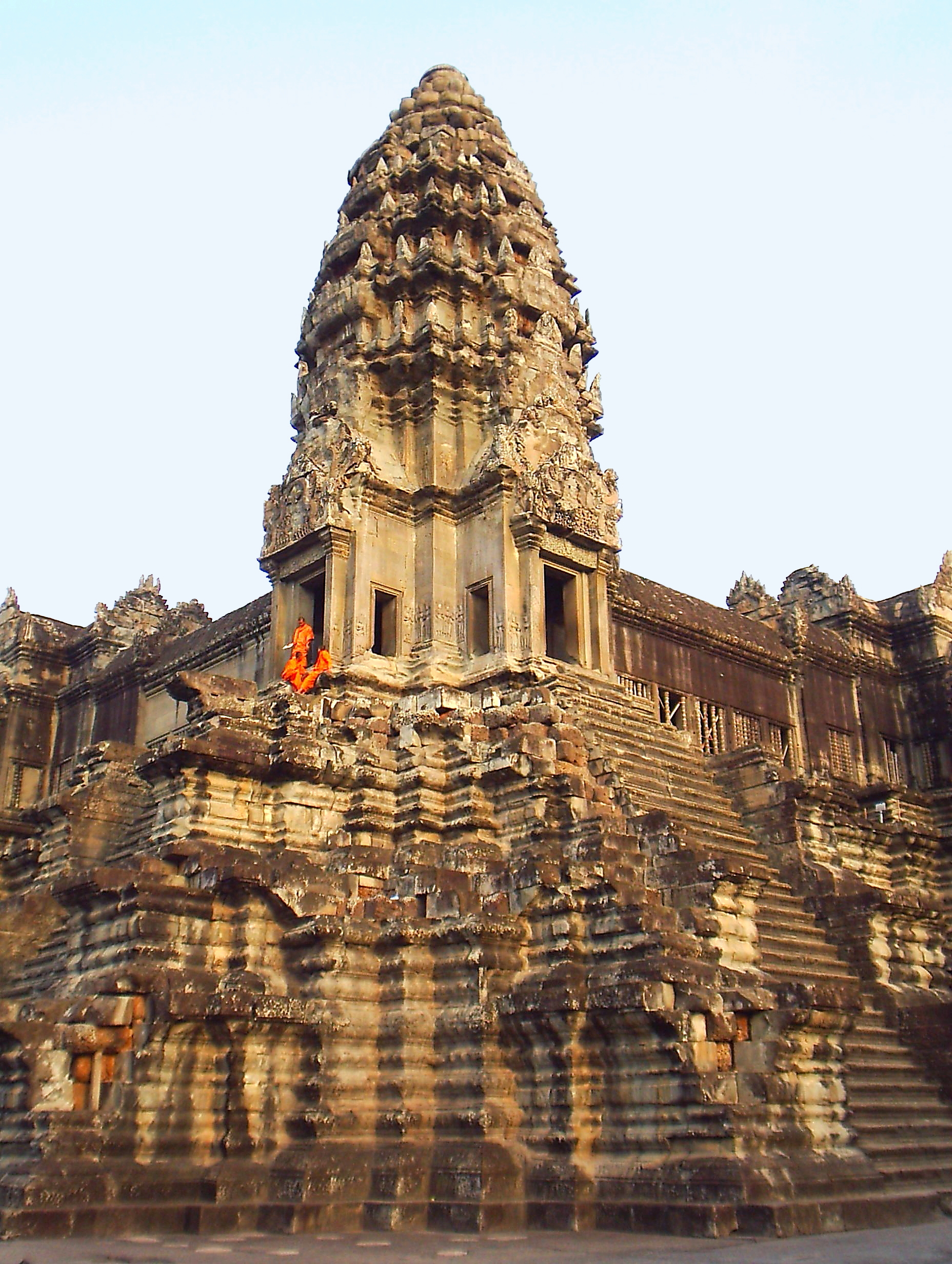
Angkor Wat.

## Imperio jemer
Entre los siglos IX y XV, Camboya fue centro del Imperio Jemer, cuya capital entonces fue Angkor.
Los de Sumatra habían asesinado al rey camboyano y secuestrado a su hijo heredero, el mismo que en el año 800, regresó al país como Jayavarman II declarándose rey-dios y fundando la ciudad de Angkor, a orillas del Tonlé Sap. Pero fue el rey Suryavarman quien en el año 1000 planificó mejor la ciudad, obra que sería continuada por sus sucesores hasta el siglo XV. Era al mismo tiempo ciudad sagrada y tenía un complejo y avanzado sistema de irrigación que hoy continúa admirando. Con el lento pero fuerte surgir de la nación siamesa (Tailandia), que era una tribu china que había comenzado a entrar en el país al huir de las invasiones mongolas, el Imperio de Angkor comienza su decadencia ya desde el 1200.
Angkor Wat, el templo principal del imperio, se mantiene como símbolo nacional y es un gran atractivo turístico. Construido a partir del siglo IX en un contexto hinduista (la diosa Visnú) a instancias del rey-dios Yavaryavan II, fue terminado por cada uno de sus sucesores quienes agregaban su propio templo. Con el advenimiento del budismo en el Imperio traído desde Sri Lanka, el templo se convierte también en monasterio de los monjes budistas. 
Abandonado con la decadencia del Imperio, fue descubierto por casualidad por Henri Mouhot, explorador francés, en noviembre de 1859 y pasó así a ser el más grande complejo religioso del mundo. Las sucesivas guerras internas del país a partir de 1970 provocaron su deterioro y el vandalismo.

## Protectorado francés

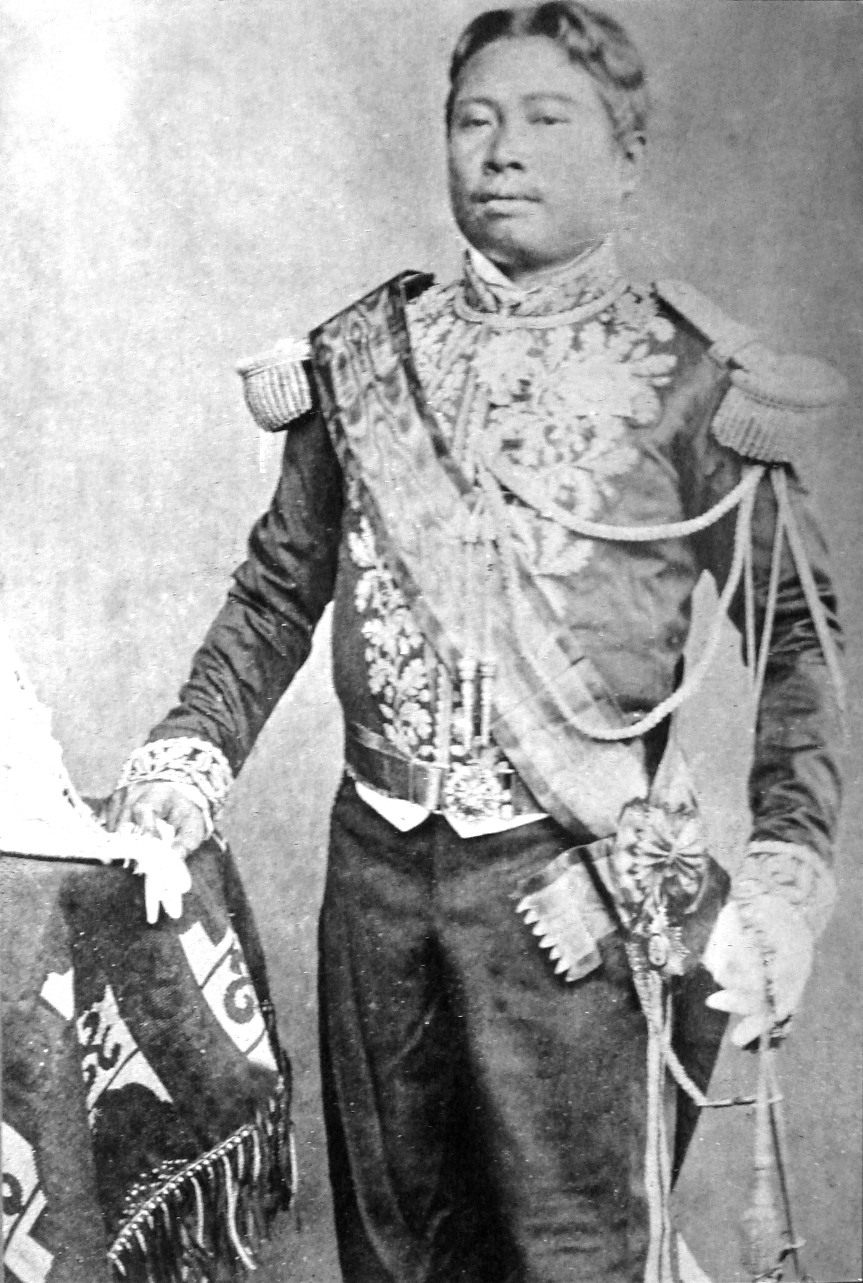
El rey camboyano Norodom I (1834-1904) vestido al estilo europeo

Bandera de Camboya bajo el protectorado francés

El muy publicitado viaje del naturalista Henri Mouhot, que visitó la corte camboyana, redescubrió las ruinas de Angkor y viajó por el río Mekong hasta el reino laosiano de Luang Prabang (1859 a 1861), despertó el interés colonial de Francia por las supuestas riquezas de Camboya y el valor del Mekong como puerta de entrada a las provincias del suroeste de China. En agosto de 1863, los franceses impusieron un tratado con el rey Norodom (1859-04), sucesor de Ang Duong. Este acuerdo ponía al monarca camboyano bajo la protección del gobierno francés, que estaría representado por un funcionario llamado “residente” (résident en francés). En 1867 los franceses firmaron un tratado con los tailandeses que dio a estos últimos el control de las provincias de Battambang y Siem Riep, a cambio de su renuncia a cualquier reclamación de soberanía sobre otras áreas de Camboya. La pérdida de las provincias del noroeste molestó profundamente a Norodom, pero estaba en deuda con los franceses por el envío de ayuda militar para suprimir una rebelión de un pretendiente real.
En junio de 1884, el gobernador francés de Cochinchina fue a Nom Pen, la capital de Norodom, y exigió la firma de un tratado que establecía cambios de gran alcance, tales como la abolición de la esclavitud, la institución de la propiedad privada de la tierra y el establecimiento de residentes franceses en ciudades del interior. Consciente de la presencia de un buque de guerra francés frente a su capital, el rey firmó el acuerdo a regañadientes. Las elites locales, sin embargo, se opusieron a las disposiciones del tratado, especialmente lo relacionado con la supresión de la esclavitud, y fomentaron rebeliones en todo el país durante el año siguiente. Aunque las rebeliones fueron reprimidas por tropas francesas, y el tratado fue ratificado, la resistencia pasiva por parte de los camboyanos aplazó la aplicación de las reformas.
En octubre de 1887, los franceses crearon la Union Indochinoise (Unión Indochina), que comprendía Camboya y las tres regiones que constituyen el actual Vietnam: Tonkin, Annam y Cochinchina. (Laos fue incorporado a la Unión después de haber sido arrebatado a Tailandia en 1893). El principal funcionario colonial en Camboya fue un residente general (résident supérieur), responsable ante el gobernador general de la Unión y nombrado por el Ministerio de Marina y Colonias francés. Residentes, o gobernadores locales, fueron designados en todos los centros provinciales importantes. En 1897 el residente general se quejó a París de que Norodom ya no era capaz de gobernar y recibió autorización para dictar decretos, recaudar impuestos y nombrar a los funcionarios reales. Norodom y sus sucesores quedaron así reducidos a un papel casi simbólico, como jefes de Estado y líderes de la religión budista. La burocracia colonial se expandió rápidamente, ocupando los franceses las posiciones más altas. Pero incluso en los peldaños inferiores de dicha burocracia, los camboyanos encontraron pocas oportunidades de insertarse debido a que el gobierno colonial prefería contratar vietnamitas.
Cuando murió Norodom en 1904, los franceses dejaron de lado a sus hijos e impusieron en el trono a su hermano Sisowath (1904-1927), ya que era considerado más cooperativo con la administración colonial, desde que el hijo favorito de Norodom, el príncipe Yukanthor, había denunciado en el extranjero las injusticias coloniales francesas demandando mayor autonomía. Sisowath y su hijo Sisowath Monivong (1927-1941) tuvieron reinados en general pacíficos, siendo instrumentos flexibles del dominio francés. Uno de los pocos hechos destacados del reinado de Sisowath fue el éxito de Francia en conseguir que el rey Chulalongkorn de Tailandia firmara un nuevo tratado limítrofe en 1907 que reintegraba a Camboya las provincias noroccidentales de Battambang y Siem Riep.
Aparte de recaudar los impuestos de manera más eficiente, los franceses hicieron poco por transformar la economía de Camboya, siendo que la administraciòn francesa consideraba a Camboya como un hinterland rural y atrasado de la colonia de Vietnam, más próspera y que generaba mucho más interés en Francia. Los camboyanos se vieron obligados a pagar los impuestos más altos per cápita de Indochina, lo que dio origen a violentos incidentes con las autoridades.
Para desarrollar la infraestructura económica, los franceses construyeron un número limitado de carreteras y un ferrocarril que se extendía desde Nom Pen hasta la frontera con Tailandia, a través de Battambang. Los cultivos de caucho y de maíz sí tuvieron importancia económica, y las fértiles provincias de Battambang y Siem Riep se convirtieron en importantes productoras de arroz. La próspera década de 1920, cuando el caucho, el arroz y el maíz tuvieron demanda en el extranjero, supuso un crecimiento económico considerable, pero la depresión mundial después de 1929 causó grandes sufrimientos, especialmente entre los cultivadores de arroz cuyos ingresos cayeron enormemente y fueron víctimas de los prestamistas locales.

## Surgimiento del nacionalismo jemer e independencia
En marcado contraste con sus vecinos de Cochinchina y los otros territorios de población vietnamita de Indochina, los camboyanos se mostraron relativamente inactivos políticamente durante las primeras cuatro décadas del siglo XX. La ficción cuidadosamente mantenida de gobierno real fue probablemente el factor más importante que contribuyó a ello. Las bajas tasas de alfabetización, que los franceses fueron muy reticentes en mejorar, también hicieron mucho por mantener aislada a la gran mayoría de la población de las corrientes nacionalistas que estaban barriendo otras partes del sudeste de Asia.
Sin embargo, la conciencia nacional comenzó a surgir entre el puñado de jemeres con educación que componían la élite urbana. Muchos de los miembros de esta nueva élite eran graduados del Liceo Sisowath en Nom Pen, y criticaban las políticas coloniales francesas, la prevalencia de la usura en las zonas rurales, la dominación extranjera de la economía y la falta de oportunidades para acceder a la administración pública y a los puestos profesionales, frente al trato de favor dado a los vietnamitas.
Camboya tuvo la suerte de escapar al sufrimiento soportado por la mayoría de los otros pueblos del sudeste asiático durante la Segunda Guerra Mundial. Después del establecimiento del régimen de Vichy en Francia en 1940, las fuerzas japonesas ocuparon Vietnam y desplazaron a las autoridades francesas. A mediados de 1941, se realizó la ocupación japonesa de Camboya, pero permitieron a los funcionarios coloniales franceses permanecer en sus puestos. Aprovechando la situación, en enero de 1941, tropas tailandesas habían invadido Camboya. La lucha en tierra permaneció indecisa, pero los franceses de Vichy derrotaron a la marina tailandesa en un enfrentamiento en el Golfo de Tailandia. En este punto, Tokio intervino y obligó a las autoridades francesas a aceptar un tratado por el que cedían la provincia de Battambang y parte de la provincia de Siem Riep a Tailandia a cambio de una pequeña compensación. La agresión de Tailandia, sin embargo, tuvo un impacto mínimo en la vida de la mayoría de los camboyanos, fuera de los que habitaban en la región noroeste del país.
El rey Monivong murió en abril de 1941. Aunque su hijo, el príncipe Monireth, había sido considerado el heredero aparente, los franceses eligieron en su lugar a Norodom Sihanouk, el bisnieto del rey Norodom. Sihanouk era un candidato ideal desde su punto de vista debido a su juventud (tenía diecinueve años de edad), su falta de experiencia y su flexibilidad.
En un esfuerzo por obtener el apoyo local en los últimos meses de la guerra, los japoneses disolvieron la administración colonial francesa el 9 de marzo de 1945, e instaron a Camboya a declarar su independencia dentro de la llamada Esfera de coprosperidad del este de Asia, controlada por ellos. Cuatro días más tarde, el rey Sihanouk proclamó la independencia de Kampuchea (denominación original jemer de Camboya). El 15 de agosto de 1945, el día en que Japón se rindió, se formó un nuevo gobierno con el nacionalista Son Ngoc Thanh en calidad de primer ministro. Cuando las fuerzas aliadas ocuparon Nom Pen en octubre, Thanh fue arrestado, acusado de colaboración con los japoneses, y fue enviado al exilio en Francia. Algunos de sus partidarios huyeron al noroeste del país, aun bajo el control de Tailandia, donde se alinearon en torno a una facción del movimiento Jemer Issarak, formado originalmente con el estímulo de Tailandia en la década de 1940.
La situación de Camboya al final de la guerra era un caos. La Francia Libre, al mando del general Charles de Gaulle, estaba decidida a recuperar Indochina, a pesar de que ofrecía a Camboya y al resto de la región un cierto grado de autogobierno dentro de la llamada Unión Francesa. En Nom Pen, Sihanouk, en calidad de jefe de Estado, se vio colocado en una posición sumamente delicada, tratando de entablar negociaciones con Francia por la plena independencia y, a la vez, tratando de neutralizar a los políticos y simpatizantes del Jemer Issarak, que lo consideraban un colaborador de los franceses. El Jemer Issarak era un movimiento guerrillero muy heterogéneo que operaba en las zonas fronterizas e incluía a izquierdistas, nacionalistas antimonárquicos (Jemer Serei) leales a Son Ngoc Thanh, y simples bandidos que aprovechaban el caos para aterrorizar a los aldeanos. A pesar de sufrir diversos reveses (un gran golpe fue el derrocamiento de un gobierno amigo en Bangkok en 1947), el Jemer Issarak –que operaba con el Viet Minh vietnamita-, en 1954 controlaba un 50 por ciento del territorio camboyano, según algunas estimaciones.
En 1946 los franceses permitieron a los camboyanos formar partidos políticos y la celebración de elecciones para una Asamblea Consultiva que asesorara al monarca en la redacción de la constitución del país. Los dos principales partidos fueron encabezados por príncipes reales. El Partido Democrático, liderado por el príncipe Sisowath Yuthevong, impulsaba la independencia inmediata, reformas democráticas y el gobierno parlamentario. Sus partidarios eran maestros, funcionarios públicos, miembros activos del clero budista. Muchos demócratas simpatizaban con los métodos violentos del Jemer Issarak. Por su parte, el Partido Liberal, liderado por el príncipe Norodom Norindeth, representaba los intereses de las élites rurales, incluidos los grandes terratenientes. Prefería conservar alguna forma de la relación colonial con Francia, y abogaba por una reforma democrática gradual. En las elecciones de la Asamblea Consultiva, celebrada en septiembre de 1946, los demócratas ganaron cincuenta de los sesenta y siete escaños.
Con una sólida mayoría en la asamblea, los demócratas redactaron una constitución inspirada en la de la Cuarta República Francesa. El poder quedaba concentrado en las manos de una Asamblea Nacional, de elección popular. A pesar de que lo reconocía como "líder espiritual del Estado", la constitución reducía al soberano a la condición de monarca constitucional. El rey, de mala gana, promulgó la nueva Constitución el 6 de mayo de 1947.
En las elecciones para la Asamblea Nacional de diciembre de 1947, los demócratas volvieron a obtener una amplia mayoría. A pesar de ello, la disensión dentro del partido estaba muy extendida. Su fundador, el príncipe Yuthevong, había muerto y ningún líder claro había surgido como su sucesor. Durante el período 1948 a 1949, los demócratas parecían unidos solo por su oposición a la legislación patrocinada por el rey o sus designados. Un tema importante fue la aceptación por parte del rey de la independencia dentro de la Unión Francesa, propuesta en un proyecto de tratado ofrecido por los franceses a finales de 1948. Tras la disolución de la Asamblea Nacional en septiembre de 1949, el acuerdo se alcanzó a través de un intercambio de cartas entre el Rey Sihanouk y el gobierno francés, entrando en vigor dos meses después, aunque la ratificación por parte de la Asamblea Nacional del tratado nunca se consiguió.
El tratado concedió Camboya lo que Sihanouk llamó una "independencia del cincuenta por ciento": la relación colonial terminaba formalmente y se daba a los camboyanos el control de la mayoría de las funciones administrativas. Las fuerzas armadas camboyanas recibieron libertad de acción dentro de una zona autónoma que comprendía las provincias Battambang y Siem Riep, que Tailandia había devuelto después de la Segunda Guerra Mundial, pero que los franceses, en apuros en otros lugares, no podían controlar. Camboya, sin embargo, tenía la obligación de coordinar los asuntos de política exterior con el Consejo Superior de la Unión Francesa, y Francia conserva un importante grado de control sobre el sistema judicial, las finanzas y las aduanas. El control de las operaciones militares en tiempo de guerra, fuera de la zona autónoma, permanecía en manos francesas y a Francia se le permitía también mantener bases militares en territorio camboyano. En 1950, Camboya recibió el reconocimiento diplomático de los Estados Unidos y la mayoría de las potencias no comunistas, pero en Asia sólo Tailandia y la República de Corea (Corea del Sur) brindaron su reconocimiento.
Los demócratas lograron nuevamente la mayoría en la segunda elección para la Asamblea Nacional en septiembre de 1951, y continuaron su política de oposición al rey en prácticamente todos los frentes. En junio de 1952, Sihanouk suspendió la Constitución, disolvió la Asamblea Nacional y asumió el control del gobierno como primer ministro. Después, creó un Consejo Consultivo para suplantar la legislatura y designó a su padre, Norodom Suramarit, como regente, proclamando la ley marcial en enero de 1953.
En marzo de 1953, Sihanouk fue a Francia para convencer a los franceses de conceder a su país la independencia completa. Pero estos, en principio, no accedieron. Sin embargo, la situación militar se estaba deteriorando en toda Indochina, y el gobierno francés, el 3 de julio de 1953, se declaró dispuesto a conceder plena independencia a Camboya, Vietnam y Laos. Sihanouk insistió en sus propios términos, que incluían el control total de la defensa nacional, la policía, los tribunales y cuestiones financieras. Finalmente, la policía y el poder judicial fueron transferidos al control de Camboya a finales de agosto y, en octubre, el país asumió el mando completo de sus fuerzas militares. El rey Sihanouk, ahora un héroe en los ojos de su pueblo, regresó a Nom Pen en triunfo y el día de la independencia se celebró el 9 de noviembre de 1953. El control de los asuntos pendientes que afectaban a la soberanía, tales como los asuntos financieros y presupuestarios, se cedieron al nuevo estado de Camboya en 1954.
Pero, aunque Camboya había alcanzado la independencia, su situación militar quedó sin resolver. Las facciones no comunista del Jemer Issarak se habían unido al gobierno, pero el Viet Minh aumentó sus actividades. En abril de 1954, varios batallones del Viet Minh, cruzaron la frontera hacia Camboya; las fuerzas realistas les hicieron frente, pero no pudieron forzar su retirada total.
La Conferencia de Ginebra, reunida en mayo de 1954 con el fin de lograr una paz duradera en Indochina, estipuló respecto a Camboya que todas las fuerzas del Viet Minh se retirarían dentro de los noventa días y que las fuerzas de la resistencia camboyana se desmovilizarían dentro de los treinta días. En un acuerdo separado firmado por el representante de Camboya, los franceses y el Viet Minh accedieron a retirar todas sus fuerzas del suelo de Camboya antes de octubre de 1954.
El acuerdo de la conferencia estableció también una Comisión Internacional de Control en todos los países de Indochina. Compuesta por representantes de Canadá, Polonia y la India, tenía como misión la supervisión del alto el fuego, la retirada de las tropas extranjeras, la liberación de los prisioneros de guerra, y la conformidad global con los términos del acuerdo. Los franceses y la mayoría de las fuerzas del Viet Minh se retiraron en la fecha prevista en octubre de 1954.

## Camboya bajo el gobierno de Sihanouk[1][2]
Sihanouk sigue siendo una de las figuras más controvertidas del turbulento sureste de Asia. Sus admiradores lo consideran como uno de los grandes patriotas del país, cuya insistencia en mantener una estricta neutralidad libró a Camboya de la vorágine de la guerra y de la revolución que afectaban al vecino Vietnam durante más de quince años, antes de ser traicionado por su estrecho colaborador Lon Nol. Sus críticos lo atacan por su vanidad, excentricidades e intolerancia frente a opiniones políticas distintas de la suya.
El acuerdo de Ginebra estipuló también que deberían celebrarse elecciones generales en Camboya en 1955 y que la Comisión Internacional de Control debía supervisarlas para garantizar la equidad. Sihanouk intentó sin éxito que la constitución fuese reformada y, el 2 de marzo de 1955, anunció su abdicación en favor de su padre, Norodom Suramarit. Luego de adoptar el título de Samdech (príncipe), Sihanouk explicó que había tomado esta decisión con el fin de tener las manos libres para hacer política.
Para enfrentar a los demócratas, que eran los favoritos para ganar las elecciones, el príncipe Sihanouk creó su propia organización política, bajo el extraño nombre de Sangkum Reastr Niyum (Comunidad Socialista del Pueblo), comúnmente conocida como Sangkum. El nombre es extraño porque sus componentes más importantes fueron los partidos de derecha, virulentamente anticomunistas. Finalmente, en las elecciones de septiembre, el nuevo partido de Sihanouk derrotó decisivamente a los demócratas, al Partido Independentista de Son Ngoc Thanh, y al izquierdista Partido Pracheachon, logrando el 83 por ciento de los votos y todos los escaños en la Asamblea Nacional. Sihanouk se convirtió así en jefe de Gobierno y primer ministro.
El nacionalismo, la lealtad al monarca, la lucha contra la injusticia y la corrupción, y la protección de la religión budista, fueron los puntos principales de la ideología del Sangkum. El partido adoptó una interpretación particularmente conservadora del budismo Theravada, común en los países del sudeste asiático, según la cual las desigualdades sociales y económicas entre las personas son legítimas por el funcionamiento del karma. Para las clases más pobres, la conducta virtuosa y obediente, abría la posibilidad de nacer en una posición más alta en una vida futura. El recurso a la religión ganó la lealtad de muchos sacerdotes budistas del país, que eran un grupo especial influencia en las áreas rurales.
El Sangkum volvió a triunfar en las elecciones de 1958 y 1962, convirtiéndose en el único partido autorizado. En 1960 falleció el rey Norodom Suramarit y en junio de ese mismo año Sihanouk fue nombrado jefe de Estado, aunque sin la dignidad de rey.
A pesar de su defensa del statu quo, sobre todo en lo concerniente a los intereses de las élites rurales, Sihanouk fue adoptando con el tiempo algunas medidas de orientación socialistas. En 1963, el príncipe anunció la nacionalización de la banca, el comercio exterior, y los seguros como medio de reducir el control extranjero de la economía. En 1964 una empresa comercial del Estado, la Corporación Nacional de Exportación e Importación, fue establecida para manejar el comercio exterior. Los objetivos declarados de esta nacionalización fueron dar a los nacionales jemeres, en vez de a los chinos o vietnamitas, un papel más importante en el comercio nacional; eliminar los intermediarios, y conservar divisas a través de la limitación de las importaciones de lujo innecesarias. Pero, como resultado de esta política, la inversión extranjera desapareció rápidamente, y surgió algo similar al "capitalismo de amigos" que se desarrolló en Filipinas bajo la presidencia de Ferdinando Marcos, cuando lucrativos monopolios estatales fueron entregados a los partidarios más fieles de Sihanouk.
Para hacer frente a las críticas cada vez más violentas de los sectores derechistas de su propio partido, Sihanouk declaró que iba a ceder el control de la selección de candidatos y permitiría a más de un candidato del Sangkum competir por cada escaño en las elecciones para la Asamblea Nacional de septiembre de 1966. Los resultados mostraron un aumento sorprendente en el voto conservador en detrimento de los elementos más moderados y de izquierda, convirtiéndose el general Lon Nol en primer ministro. No obstante, luego de resultar herido en un accidente de automóvil, Lon Nol renunció en abril de 1967. Sihanouk lo reemplazó con un centrista de su confianza, Son Sann.

## Guerra civil
Entre 1970 y 1975 el país enfrentó una sanguinaria guerra civil en el marco de la guerra de Vietnam. El 18 de marzo de 1970, el ministro proestadounidense Lon Nol derrocó al regente de Camboya, el príncipe Norodom Sihanouk. Lon Nol quería expulsar a los Jemeres Rojos y a las fuerzas norvietnamitas aliadas con ellos. Después de su caída, Sihanouk decidió apoyar a los Jemeres Rojos. Sus filas crecieron de 6.000 a 50.000 combatientes.  El 29 de marzo de 1970, a petición de los Jemeres Rojos, Vietnam del Norte lanzó una ofensiva contra el ejército camboyano. Rápidamente invadieron gran parte del este de Camboya y entregaron las áreas recién conquistadas a los Jemeres Rojos. Estados Unidos cruzó a Camboya en abril de 1970 para destruir las fuerzas norvietnamitas con base en Camboya.  De 1970 a 1973, Estados Unidos bombardeó intensamente a los soldados comunistas en Camboya.  Esto contribuyó al reclutamiento de los Jemeres Rojos, ya que también murieron muchos civiles.  La ayuda estadounidense al gobierno de Camboya terminó en 1973 y los Jemeres Rojos, liderados por Pol Pot, tomaron el poder el 17 de abril de 1975 tras conquistar la capital, Nom Pen.  Unos 300.000 murieron en la guerra civil.

### Kampuchea Democrática[7][8]
Saloth Sar usa el nombre con el cual entraría en la historia: Pol Pot instaurando así lo que denomina "Año Cero", una dictadura marxista de corte agrario, vaciando las ciudades y creando infrahumanos campos de trabajo. El "Angkar", una tenebrosa y cuasi-anónima institución instauró el más espantoso régimen de terror de la historia moderna. Bajo su fanática y sádica opresión tuvo lugar el más metódico y frío genocidio del siglo XX, que sobrepasó la monstruosidad nazi, estalinista o maoísta.
El nuevo gobierno cambió el nombre de Camboya a Kampuchea y aplicó un sistema socialista, pero de manera tan radical que se generó un gran derramamiento de sangre en el país por los siguientes tres años y medio, deliberadamente para reducir el que creía un exceso de población que no estaba en sus planes de una nueva Camboya comunista, pero principalmente de lo que llamaba Pol Pot "El enemigo oculto", que no sería más que una constante paranoia cada vez más acrecentada contra familias y grupos étnicos del común que calificaba de complicidad con occidente y en especial con Vietnam.
Su reino de terror finalizó abruptamente en enero de 1979 con una invasión de Vietnam que aprovechó la situación camboyana para continuar consolidando su influencia política en el sudeste asiático.

### Invasión vietnamita
La invasión vietnamita en 1978 pondría fin al gobierno de Pol Pot. El 8 de enero de 1979 fue establecida la República Popular de Kampuchea, gobierno satélite de Vietnam, en el que participarían antiguos miembros de los Jemeres Rojos y kampucheanos que habían buscado refugio en Vietnam tras su llegada al poder. Se estableció un sistema educativo nacional de fuerte influencia vietnamita. La agricultura continuó colectivizada. El gobierno estaba controlado por el provietnamita Partido Revolucionario Popular Kampucheano. La falta de libertades y la represión continuó esta vez bajo la versión prosoviética vietnamita.
Al mismo tiempo, antiguos miembros de los Jemeres Rojos y kampucheanos que habían marchado a Tailandia formaron un gobierno anti-vietnamita en el exilio, gobierno que gozó del prolongado reconocimiento diplomático de muchos países occidentales y asiáticos. A partir de ese momento, fueron los Estados Unidos quienes incitaron a China,Tailandia y el Reino Unido para que ayudaran a los jemeres rojos a reconstruir sus fuerzas.
A lo largo de los años 1980, Vietnam mantenía más de 100.000 soldados en Kampuchea. El conflicto con fuerzas opositoras, unido a las hambrunas, provocó una alta inestabilidad económica. Miles de personas fueron asesinadas en enfrentamientos. En 1983 el ministro de asuntos exteriores de Kampuchea, Hun Sen, pasaría a ser el primer ministro del país. Medio millón de kampucheanos pedirían asilo en Tailandia durante los años 80. Más de 300.000 acudieron a otros países, principalmente Francia.
En 1989 el gobierno estadounidense promovió un gobierno de coalición entre antiguas organizaciones pro-yanquis y defensores de la alianza con Vietnam. Sihanouk pasó a ser rey y jefe de Estado. Por su parte, su hijo el príncipe Ranariddh rivalizó con Hun Sen por el control, hasta que este le expulsó en un golpe de Estado.
A partir de 1989 se comenzó a aplicar un programa de liberalización económica, que puso fin a la colectivización de la agricultura y provocó grandes desigualdades sociales. El mercado se abrió a Tailandia y Vietnam, países que se empezaron a apropiar de los recursos de Camboya gracias a hombres de negocios que residían en el país. Al mismo tiempo, se intensificó la lucha entre el gobierno y los Jemeres Rojos, pasando estos a ocupar zonas en la parte norte del país y contando con apoyo de parte de la población, descontenta con el proceso de liberalización económica.

## Camboya moderna

### Reestructuración política
En octubre de 1991 las partes en lucha, la Organización de las Naciones Unidas (ONU) y países extranjeros con intereses en la zona llegaron a un acuerdo en París para acabar con el conflicto.
El acuerdo consistía en la toma del poder temporalmente por un Consejo Nacional Supremo formado por autoridades de la ONU y delegados de las distintas facciones del país. El príncipe Norodom Sihanouk, actual rey y primer ministro de Camboya, sería el presidente del mismo.
Este Consejo continuó con el proceso de liberalización y en mayo de 1993 se celebraron elecciones pluripartidistas con la tutela de la ONU. El partido monárquico, conocido por sus siglas en francés FUNCINPEC, ganó los comicios, obteniendo el segundo puesto el partido liderado por Hun Sen. Se formó un gobierno de coalición de tres partidos, siendo elegido el príncipe Norodom Ranariddh primer ministro y Hun Sen como segundo primer ministro. En septiembre de 1993 el gobierno ratificó una nueva constitución, restituyendo la monarquía y estableciendo el Reino de Camboya, convirtiéndose Sihanouk en rey. Tras estas elecciones, ningún país reconocería al gobierno en el exilio, y este perdió su asiento en la ONU y la ayuda extranjera.

### Crisis de Camboya de 1997
A lo largo de 1997, las tensiones entre Ranariddh y Hun Sen aumentaron significativamente. Finalmente, la noche del 5 de julio, militares partidarios del Funcinpec y partidarios del Partido Popular iniciaron un fuerte enfrentamiento armado con un alto número de bajas. La prensa local, y algunos intelectuales interpretaron esto rápidamente de manera general como un "sangriento golpe de estado perpetuado por el hombre fuerte Hun Sen", sin realizar una investigación más seria y neutral de las causas y su desarrollo. Tony Kevin, embajador de Australia en Camboya, fue quien emitió la declaración más neutral, y periodista Barry Wain escribió que "las tropas de Hun Sen derrotaron a las tropas monarquistas del príncipe Ranariddh en Nom Pen".
Como consecuencia del golpe de Estado se consiguió la dimisión de Norodom Ranariddh , el colapso definitivo de los Jemeres Rojos y el fin de la insurgencia en 1999.
Se volvieron a celebrar elecciones en julio de 1998, con miles de observadores internacionales, que señalaron que se habían celebrado de forma razonablemente libre y limpia. En cualquier caso, un buen número de candidatos opositores fueron objeto de coacciones, encarcelados o asesinados. El resultado dio la mayoría al Partido Popular de Camboya. En ese momento el príncipe Ranariddh y el opositor Sam Rainsy pidieron asilo en el extranjero y denunciaron las elecciones como fraudulentas. En noviembre el Partido Popular de Camboya y FUNCINPEC llegaron a un acuerdo por el que Hun Sen sería primer ministro.
Pol Pot murió en 1998 y a comienzos de 1999 la mayoría de los Jemeres Rojos que quedaban se rindieron. Las tropas rebeldes fueron integradas en el ejército camboyano. A pesar de esto, ese mismo año dos líderes de los Jemeres Rojos fueron arrestados y acusados de genocidio.

### SigloXXI
Las primeras elecciones comunales de Camboya se celebraron en febrero de 2002. Estas elecciones  fueron realizadas para seleccionar a los jefes y miembros de 1.621 consejos comunales (municipales) también se vieron empañadas por la violencia política y no fueron libres ni justas según los estándares internacionales. Los resultados de las elecciones fueron ampliamente aceptables para los principales partidos, aunque los procedimientos para los nuevos consejos locales no se han implementado por completo.
En enero de 2003 se produjo un motín en el que resultaron dañadas la Embajada de Tailandia y varios negocios tailandeses. Tras el incidente, el primer ministro Hun Sen expresó el pesar por parte del estado de Camboya al gobierno tailandés y prometió una compensación
El 27 de julio de 2003, se llevaron a cabo elecciones y el Partido Popular de Camboya del primer ministro Hun Sen obtuvo la mayoría, pero no lo suficiente como para gobernar por completo. El Rey ha instado a los otros dos partidos, Sam Rainsy Party y FUNCINPEC, a aceptar al actual Hun Sen como primer ministro. A mediados de 2004 se formó un gobierno de coalición entre el FUNCINPEC y el CPP
En 2004, el rey Sihanouk, aún en mal estado de salud, anunció su abdicación del trono. El príncipe Norodom Ranariddh fue uno de los principales candidatos para suceder a Sihanouk, pero el Consejo Real del Trono seleccionó al príncipe Norodom Sihamoni como nuevo rey. 
Para el 2005 y como una señal de la modernización de Camboya, se comenzó el desarrolló de Camko City en las afueras de Phnom Penh, con un valor aproximado de inversión de dos mil millones de dólares se transformó en el mayor proyecto inmobiliario en la historia del  país.
La prostitución (prohibida y perseguida durante el gobierno de los Jemeres Rojos) se ha extendido de manera alarmante, siendo actualmente uno de los principales destinos turísticos sexuales a nivel mundial. Se estima además que 1 de cada 3 personas que ejercen el comercio sexual son menores de edad. El nivel de prostitución fue de la mano con el aumento progresivo de la incidencia de nuevas infecciones por VIH. Tras las medidas gubernamentales y de la OMS, para el 2013 la tasa de nuevas infecciones disminuyó en un 67%, de los 3.500 afectados en 2005 a solo 1.300 nuevos casos. De todas maneras, la prostitución sigue siendo un problema, para el 2020 se estima que aproximadamente 300.000 prostitutas trabajan en las orillas del Mekong
Tras las reformas económicas y la sobreexplotación de los recursos naturales, para el año 2020 el Tonlé Sap, lago central de Camboya y la mayor fuente de agua dulce del sudeste asiático, se ha ido progresivamente secando, llenándose además de cieno por las operaciones de tala de árboles al servicio del mercado occidental.